# Otto Flodin
Otto Fritiof Flodin, född 8 september 1903 i Sordavala, död 6 november 1969 i Helsingfors, var en finländsk arkitekt.
Flodin var son till vicehäradshövding Aleksander Flodin. Han avlade studentexamen vid Sordavala lyceum 1921 och studerade därefter arkitektur vid Tekniska högskolan i Helsingfors med examen 1927. Under studietiden arbetade han hos Kaarlo Borg 1926 och hos Armas Lindgren 1927. Hans första anställning efter fullföljd utbildning var på Försvarsministeriets tekniska avdelning.
Flodins mest framstående arbete anses vara Tammerfors järnvägsstation, som han planerade tillsammans med Eero Seppälä 1933–1936 och som är ett av de praktfullaste exemplen på funktionalistisk rödtegelarkitektur i Finland. Bland hans verk finns även barnsjukhuset Barnets borg, som han ritade tillsammans med Olavi Sortta, Kaarlo Borg och Elsi Borg.